# Waihee Church
Die Waihee Church (auch als Waihee Protestant Church bekannt; deutsch: Evangelische Kirche Waihee) ist eine historische Kirche in Waihee im US-Bundesstaat Hawaii. Die Kirche wurde 1848 für die 1830 von Jonathan S. Green gegründete und rasant wachsende missionarische Gemeinde in Waihee und Umgebung errichtet. Das Gebäude wurde aus Lavagestein gebaut und besitzt ein Fundament aus Kalkstein und Holz. Ein aus Holz bestehender Glockenturm überragte ursprünglich das Gebäude, 1987 jedoch wurde der Turm wegen Sturm- und Termitenschäden entfernt.
Im Jahre 1868 wurde die Waihee-Kirche offiziell der Kongregation der Kaahumanukirche in Wailuku bzw. Kahului zugeordnet. Seit dem 21. April 1994 wird das Bauwerk im National Register of Historic Places als Kulturdenkmal mit der Nummer 94000384 geführt.